# William J. Northen

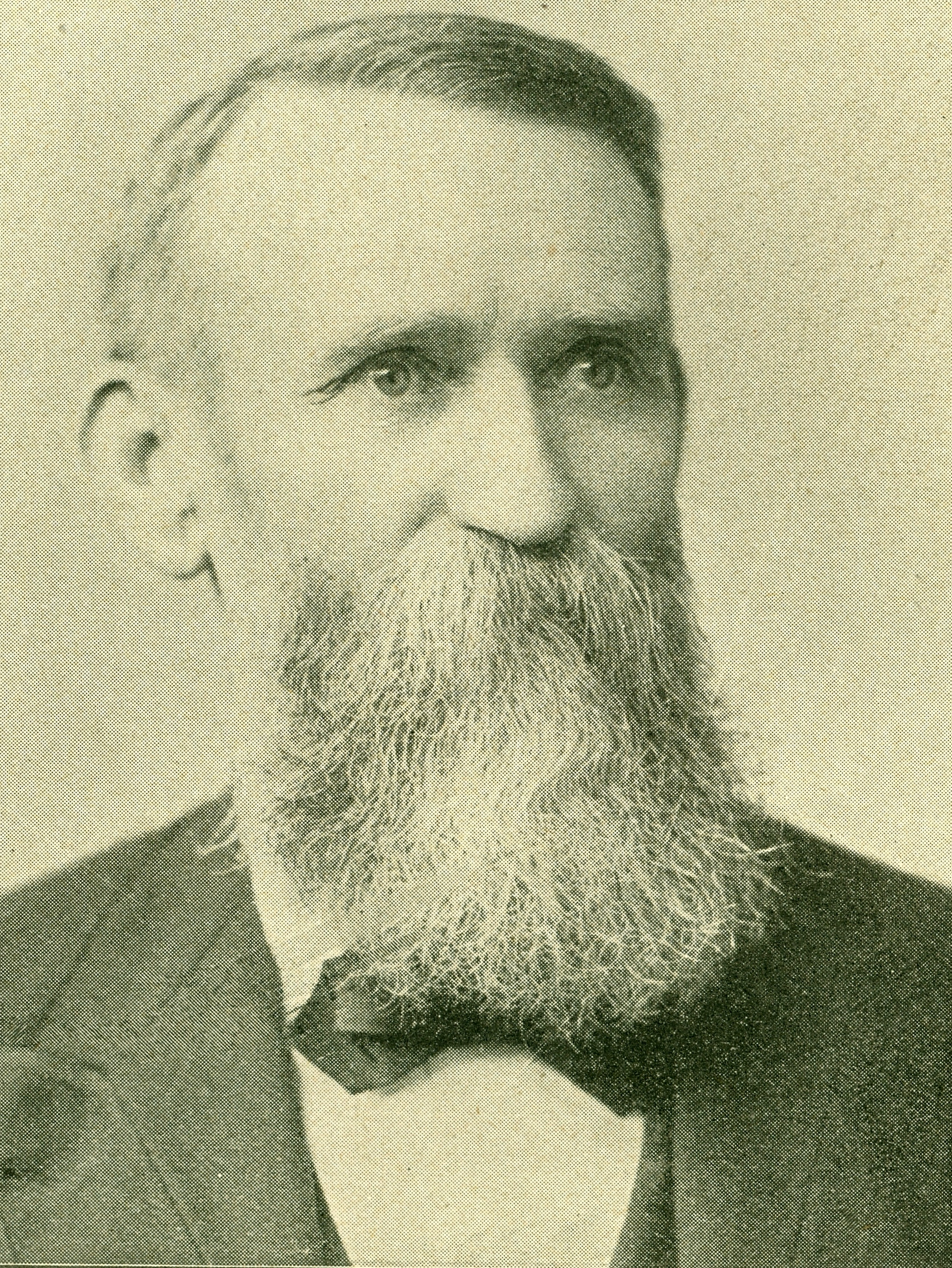
William J. Northen

William Jonathan Northen (* 9. Juli 1835 im Jones County, Georgia; † 25. März 1913 in Atlanta, Georgia) war ein US-amerikanischer Politiker (Demokratische Partei) und von 1890 bis 1894 Gouverneur von Georgia.

## Frühe Jahre und politischer Aufstieg
William Northen entstammte einer alten Familie, die 1630 aus England auswanderte und sich in Virginia niederließ. Sein Vater Peter Northen war ein erfolgreicher Pflanzer im Jones County. Der junge Northen studierte bis 1853 an der Mercer University. Dann wurde er an der Mt. Zion Academy als Lehrer angestellt. Dort stieg er bis zum Rektor der Schule auf. Im nun folgenden Bürgerkrieg diente er in den konföderierten Militärkrankenhäusern in Atlanta und Milledgeville. Nach dem Krieg nahm er seine Lehrtätigkeit wieder auf. 1874 musste er krankheitshalber diese Stellung aufgeben. Er zog sich auf eine Farm im Hancock County zurück, erholte sich gesundheitlich und wurde ein erfolgreicher Farmer. Dann gründete er einen so genannten Farmers Club, der den Landwirten durch Rat und Tat zur Seite stand. Dadurch erlangte Northen einen solchen Bekanntheitsgrad, dass er 1877 in das Repräsentantenhaus von Georgia gewählt wurde. Dort diente er von 1877 bis 1878 und nochmals von 1880 bis 1881. 1884 wurde er Mitglied des Staatssenats und setzte sich vor allem für landwirtschaftliche Reformen ein.

## Gouverneur von Georgia
Zwischen 1887 und 1890 war Northen Präsident einer bekannten landwirtschaftlichen Vereinigung namens „State Agricultural Society“ (SAS). Dadurch wurde er so bekannt, dass er 1890 erfolgreich für das Amt des Gouverneurs kandidieren konnte. Seine Ziele als Gouverneur waren: Einführung eines Prohibitionsgesetzes, eine Reform des Eisenbahnwesens, eine Verbesserung des Bildungssystems und eine Gefängnisreform. Er setzte sich auch gegen die Lynchjustiz, die in Georgia noch immer weit verbreitet war, ein. Allerdings war er dabei weniger erfolgreich. Trotz der Opposition des einflussreichen Thomas E. Watson wurde Northen 1892 wiedergewählt. Northen gehörte der Glaubensgemeinschaft der Baptisten an und hatte in jener Zeit innerhalb seiner Kirche viele Ehrenämter inne.

## Lebensabend und Tod
Nach dem Ende seiner zweiten Amtszeit 1894 blieb er politisch aktiv, auch wenn er kein öffentliches Amt mehr innehatte. Er reiste durch den Staat und hielt Vorträge zu den verschiedensten Themen. Dabei setzte er sich immer wieder für einen Abbau der Rassengegensätze ein. Er interessierte sich auch für die Geschichte Georgias und gab zwischen 1907 und 1912 biografische Abhandlungen in sieben Bänden heraus. 1911 wurde er Nachfolger von Allen Candler als Archivar alter historischer Dokumente von der Kolonialzeit bis zur Gegenwart. Der seit 1911 zunehmende Rassismus führte bei ihm zu einer inneren Resignation. Er zog sich mehr und mehr aus dem öffentlichen Leben zurück. Zwei Jahre später starb er im Alter von 77 Jahren.